# Coupe latine de rink hockey 2004
Navigation
Coupe latine de rink hockey 2003 Coupe latine de rink hockey 2006
La Coupe latine de rink hockey 2004 est la 22e édition de la compétition organisée par le Comité européen de rink hockey. Cette édition a lieu à Guimarães, au Portugal du 10 avril au 22 avril 2004. L’Espagne remporte pour la huitième fois ce tournoi.

## Déroulement
Les quatre équipes s'affrontent sous la forme d'un tournoi à élimination directe.

## Classement et résultats
|  | Demi-finales | Demi-finales |          |   | Finale | Finale |
|  | Demi-finales | Demi-finales |          |   | Finale | Finale |
|  |              |              |          |   |        |        |
|  |              |              |          |   |        |        |
|  |              |              |          |   |        |        |
|  | Portugal     | 11           |          |   |        |        |
|  | Portugal     | 11           |          |   |        |        |
|  | France       | 0            |          |   |        |        |
|  | France       | 0            | Portugal | 2 |        |        |
|  |              |              | Portugal | 2 |        |        |
|  |              | Espagne      | 3        |   |        |        |
|  | Italie       | Espagne      | 3        | 1 |        |        |
|  | Italie       |              |          | 1 |        |        |
|  | Espagne      | 4            |          |   |        |        |
|  | Espagne      | 4            | 3e place |   |        |        |
|  |              |              |          |   |        |        |
|  |              |              |          |   |        |        |
|  |              |              |          |   |        |        |
|  | Italie       | 2            |          |   |        |        |
|  | Italie       | 2            |          |   |        |        |
|  | France       | 1            |          |   |        |        |
|  | France       | 1            |          |   |        |        |

## Sources
- (pt) Cet article est partiellement ou en totalité issu de l’article de Wikipédia en portugais intitulé « Taça Latina de 2004 » (voir la liste des auteurs).